# 尚州豆齒鰻
尚州豆齒鰻，為輻鰭魚綱鰻鱺目糯鰻亞目蛇鰻科的其中一種，分布於西北太平洋的韓國海域，棲息深度5-110公尺，體長可達61公分，棲息在底層水域，屬肉食性，生活習性不明。

## 擴展閱讀
維基物種上的相關：尚州豆齒鰻